# Mesonea watersi
Mesonea watersi är en mossdjursart som först beskrevs av John Borg 1941.  Mesonea watersi ingår i släktet Mesonea och familjen Crisinidae. Inga underarter finns listade i Catalogue of Life.